# Robotics;Notes
Robotics;Notes (ロボティクス・ノーツ?, Robotikusu Nōtsu) è una visual novel giapponese sviluppata e pubblicata dalla 5pb.. Il videogioco è stato pubblicato per console PlayStation 3 e Xbox 360 il 28 giugno 2012. Si tratta del terzo capitolo nella saga Science Adventure della 5pb. dopo Chaos;Head e Steins;Gate ed è descritta come "Avventura di scienza aumentata" (拡張科学アドベンチャー?, Kakuchō Kagaku Adobenchā). Dalla serie sono stati tratti cinque manga e una serie televisiva anime prodotta dalla Production I.G e trasmessa in Giappone dall'ottobre 2012 nello slot Noitamina del canale Fuji TV.

## Trama
Robotics;Notes è ambientato nell'anno 2019 a Tanegashima, un'isola a sud di Kyūshū nel Giappone meridionale. Tema principale della storia sono i robot e le conseguenze che potrebbe avere l'eventuale realizzazione di un vero robot gigante.
Il giocatore assume il controllo del personaggio di Kaito Yashio, un giovane che ama i videogiochi picchiaduro ed è iscritto al club di robotica della propria scuola. La storia inizia quando il protagonista scopre che una delle sue compagne di scuola è in realtà una geniale programmatrice che ha creato un motore di gioco per un popolarissimo videogioco picchiaduro. Kaito quindi decide di creare un robot basato proprio su questo motore di gioco

## Modalità di gioco
Robotics;Notes è una visual novel fantascientifica in cui il giocatore deve principalmente seguire il punto di vista dei protagonisti della storia Kaito Yashio e Akiho Senomiya. Il gameplay del gioco richiede ben poca partecipazione al giocatore, che passerà la maggior parte del tempo a leggere il testo che compare sullo schermo e che rappresenta la trama del gioco e i dialoghi. Il testo è accompagnato dall'immagine di personaggi in Grafica 3D che rappresentano i personaggi con cui Kaito o Akiho stanno parlando, e lo sfondo in cui è ambientata la scena. Robotics;Notes segue una linea narrativa non lineare con molteplici finali possibili, che dipendono dalle decisioni prese dal giocatore in determinati momenti del gioco, che faranno prendere alla storia direzioni diverse.
Nelle parti del gioco in cui il giocatore segue il personaggio di Kaito, è possibile attivare il Pokecon Trigger (ポケコントリガー?, Pokekon Torigā), che sostituisce il sistema "Phone Trigger" di Steins;Gate. Il Pokecon Trigger può attivare il tablet di Kaito e permette al giocatore di utilizzare alcune applicazioni installate su di esso. Nella maggior parte dei casi, l'utilizzo del tablet è limitato a soltanto tre applicazioni, cioè Deluoode Map, un sistema di mappe; Tsuipo (ツイポ?), un social network simile a Twitter, con il quale è possibile comunicare con altri personaggi; e Iruo. (居る夫。?), un programma che permette al giocatore di esaminare l'ambiente circostante e raccogliere informazioni su persone e oggetti.

## Personaggi

### Protagonisti
Kaito Yashio (八汐 海翔?, Yashio Kaito)
Doppiato da Ryohei Kimura
Akiho Senomiya (瀬乃宮 あき穂?, Senomiya Akiho)
Doppiato da Yoshino Nanjō
Subaru Hidaka (日高 昴?, Hidaka Subaru)
Doppiato da Yoshimasa Hosoya
Mr. Pleiades (ミスター・プレアデス?, Misutā Pureadesu)
Doppiato da Yoshimasa Hosoya
Frau Kojiro (神代 フラウ?, Kōjiro Furau)
Doppiato da Kaori Nazuka
Junna Daitoku (大徳 淳和?, Daitoku Junna)
Doppiato da Sora Tokui
Airi (愛理?)
Doppiato da Rie Kugimiya

### Altri
Misaki Senomiya (瀬乃宮 みさ希?, Senomiya Misaki)
Doppiato da Kikuko Inoue
Mizuka Irei (伊禮 瑞榎?, Irei Mizuka)
Doppiato da Takako Honda
Mitsuhiko Nagafukada (長深田 充彦?, Nagafukada Mitsuhiko)
Doppiato da Yūji Ueda
Kaoruko Usui (臼井 薫子?, Usui Kaoruko)
Doppiato da Toshiko Sawada
Tetsuharu Fujita (藤田 鉄治?, Fujita Tetsuharu)
Doppiato da Nobuaki Fukuda
Kou Kimijima (君島 コウ?, Kimijima Kō)
Doppiato da Toshiyuki Morikawa
Ken'ichirou Senomiya (瀬乃宮 健一郎?, Senomiya Ken'ichirō)
Doppiato da Takehiro Koyama
Sumio Nagafukada (長深田 澄夫?, Nagafukada Sumio)
Doppiato da Tetsuo Kanao
Hiromu Hidaka (日高 宏武?, Hidaka Hiromu)
Doppiato da Hiroyuki Kinoshita
Toshiyuki Sawada (澤田 敏行?, Sawada Toshiyuki)
Doppiato da Shinichiro Miki
Nae Tennōji (天王寺 綯?, Tennōji Nae)
Doppiato da Ayano Yamamoto
DaSH
(Nessun doppiatore)

## Adattamenti

### Manga
Un adattamento manga, illustrato da Keiji Asakawa, ha iniziato a essere serializzato a marzo 2012 sulla rivista Monthly Comic Blade di Mag Garden. Un altro manga, intitolato Robotics;Notes Phantom Snow e illustrato da Gō, ha iniziato a essere serializzato sulla rivista online della Enterbrain Famitsu Comic Clear il 26 luglio 2012. Un terzo manga, intitolato Robotics;Notes Revival Legacy illustrato da Tatsuya Shihira, ha iniziato a essere serializzato a settembre 2012 sulla rivista della Shūeisha Ultra Jump. Un quarto manga, intitolato Robotics;Notes Dream Seeker illustrato da Tsuzuri Yuno, ha iniziato a essere serializzato a ottobre 2012 sulla rivista Monthly Shōnen Gangan della Square Enix. Un quinto manga, intitolato Robotics; Notes Pleiades Ambition e illustrato da Tokumo Sora, ha iniziato a essere serializzato a novembre 2012 sulla rivista Monthly Comic Alive della Media Factory.

### Anime
Una serie televisiva anime, prodotta dalla Production I.G, è stata trasmessa nello slot di Fuji TV chiamato Noitamina a partire dal 12 ottobre 2012. La Funimation Entertainment ha acquistato i diritti di trasmissione dell'anime per trasmetterlo in streaming sul proprio sito web in contemporanea con la trasmissione televisiva.

#### Episodi
| Nº | Giapponese 「Kanji」 - Rōmaji                                                                           | In onda          | In onda |
| Nº | Giapponese 「Kanji」 - Rōmaji                                                                           | Giapponese       |         |
| 1  | 「ガンヴァレルが待ってるから」 - Ganvareru ga matteru kara                                              | 12 ottobre 2012  |         |
| 2  | 「夢と希望とロマンがあってこそ」 - Yume to kibō to roman ga attekoso                                    | 19 ottobre 2012  |         |
| 3  | 「タネガシアクセルインパクトォォォォォ!」 - Tanegashi Akuseru Inpakutooooo!                             | 26 ottobre 2012  |         |
| 4  | 「一緒に、正義の巨大ロボを造ろう」 - Issho ni, seigi no kyodai Robo o tsukurō                           | 2 novembre 2012  |         |
| 5  | 「お兄ちゃんって呼んでいいですか？」 - Onii-chan tte yonde ii desu ka?                                  | 9 novembre 2012  |         |
| 6  | 「夢が終わっちゃったら、寂しい」 - Yume ga owacchattara, sabishī                                        | 16 novembre 2012 |         |
| 7  | 「ありがとうごじゃいましたっ」 - Arigatō gojaimashita                                                   | 23 novembre 2012 |         |
| 8  | 「天王寺綯です。よろしく！」 - Tennōji nae desu. yoroshiku!                                             | 30 novembre 2012 |         |
| 9  | 「血と汗と涙の結晶ですから」 - Chi to ase to namida no kesshō desukara                                  | 7 dicembre 2012  |         |
| 10 | 「うちらだからこそ造れるロボを」 - Uchira dakarakoso tsukureru Robo o                                   | 14 dicembre 2012 |         |
| 11 | 「フラグが達成されました」 - Furagu ga tassei saremashita                                               | 21 dicembre 2012 |         |
| 12 | 「どこかひとつでも好きになってくれるまで」 - Doko ka hitotsu demo suki ni natte kureru made             | 11 gennaio 2013  |         |
| 13 | 「なんという狂った世界」 - Nanto iu kurutta sekai                                                       | 18 gennaio 2013  |         |
| 14 | 「少しだけこのままで…」 - Sukoshi dake no mama de...                                                    | 25 gennaio 2013  |         |
| 15 | 「君に夢を見せてあげよう」 - Kimi ni yume o misete ageyō                                                | 1º febbraio 2013 |         |
| 16 | 「巨大ロボットが、大好きです」 - Kyodai Robotto ga, daisuki desu                                        | 8 febbraio 2013  |         |
| 17 | 「ロボット研究部は、本日をもって解散します！」 - Robotto kenkyū-bu wa, honjitsu o motte kaisan shimasu! | 15 febbraio 2013 |         |
| 18 | 「そこに本物のガンヴァレルがいます！」 - Soko ni honmono no Ganvareru ga imasu!                         | 22 febbraio 2013 |         |
| 19 | 「夢なんて、持たなければよかった」 - Yume nante, mota nakareba yokatta                                  | 1º marzo 2013    |         |
| 20 | 「今でもロボットが好きですか」 - Imademo Robotto ga suki desuka                                         | 8 marzo 2013     |         |
| 21 | 「ガンヴァレル発進！」 - Ganvareru hasshin!                                                             | 15 marzo 2013    |         |
| 22 | 「ここからは、俺たちのゲームだ」 - Kokokara wa oretachi no Gēmu da                                      | 22 marzo 2013    |         |